# Paratamboicus misionicus
Paratamboicus misionicus is een hooiwagen uit de familie Sclerosomatidae.